# 猴島小英雄系列
猴島小英雄是美國遊戲公司LucasArts所推出以海盜為題材的冒險遊戲系列。

## 概要
此遊戲系列靈感來自於遊戲設計師羅恩·吉伯特在小說家提姆·鮑爾斯以海盜為題材的作品《幽靈海》。
遊戲的世界觀是建立在以加勒比海為背景、充滿幻想的海盜世界，而每一代作品都添加著許多詼諧的對白及幽默的情節。另《猴島小英雄》與其它由LucasArts發行的冒險遊戲相同，在遊玩過程中不會有讓玩家角色死去、而結束遊戲的情況。

## 系列作品
| 1990 | 猴島的秘密                      |
| 1991 | 猴島小英雄2：老查克的復仇       |
| 1992 |                                 |
| 1993 |                                 |
| 1994 |                                 |
| 1995 |                                 |
| 1996 |                                 |
| 1997 | 猴島的詛咒                      |
| 1998 |                                 |
| 1999 |                                 |
| 2000 | 猴島小英雄 逃離猴島             |
| 2001 |                                 |
| 2002 |                                 |
| 2003 |                                 |
| 2004 |                                 |
| 2005 |                                 |
| 2006 |                                 |
| 2007 |                                 |
| 2008 |                                 |
| 2009 | 猴島傳說                        |
| 2009 | 猴島的秘密特別版                |
| 2010 | 猴島小英雄2：老查克的復仇特別版 |
| 2011 |                                 |
| 2012 |                                 |
| 2013 |                                 |
| 2014 |                                 |
| 2015 |                                 |
| 2016 |                                 |
| 2017 |                                 |
| 2018 |                                 |
| 2019 |                                 |
| 2020 |                                 |
| 2021 |                                 |
| 2022 | 重返猴島                        |

### 猴島的秘密
系列首作，於1990年發行。作品為羅恩·吉伯特與提姆·謝弗、戴夫·葛羅斯曼三人一同合力開發。
遊戲採用的開發引擎是由羅恩·吉伯特設計的「SCUMM」，也常被利用在LucasArts在1980年代末期至1990年代中期所發行的冒險遊戲中。

### 猴島小英雄2：老查克的復仇
1991年發行，同由羅恩·吉伯特、提姆·謝弗、戴夫·葛羅斯曼設計的作品。
羅恩·吉伯特在此作品發行後，離開了LucasArts。

### 猴島的詛咒
距上回作品間隔6年後發行的第三作，是首個非由羅恩·吉伯特所設計的猴島系列遊戲。
《猴島的詛咒》是猴島系列中第一個遊戲畫面以2D卡通動畫風格表現、以及全程遊戲角色配音的作品。

### 猴島小英雄 逃離猴島
2000年發行的系列第4作，採用支援3D顯示卡的立體遊戲畫面。

### 猴島傳說
2009年推出，由原遊戲公司LucasArts與Telltale Games合力開發的作品。有採用軟體分發的販售方式

### 猴島小英雄特別版
將第一作《猴島的秘密》與第二作《猴島小英雄2：老查克的復仇》以全新的遊戲引擎、加上全程遊戲角色配音的重製作品。最初各分別在2009年與2010年推出，之後在2011年8月作成合輯發售。

### 重返猴島
由系列原創者羅恩·吉伯特的個人工作室Terrible Toybox與盧卡斯影業遊戲、遊戲發行商Devolver Digital合作開發，計劃在2022年推出。